# Euploea limyrus
Euploea limyrus är en fjärilsart som beskrevs av Hans Fruhstorfer 1910. Euploea limyrus ingår i släktet Euploea och familjen praktfjärilar. Inga underarter finns listade i Catalogue of Life.